# Synaphea incurva
Synaphea incurva är en tvåhjärtbladig växtart som beskrevs av Alexander Segger George. Synaphea incurva ingår i släktet Synaphea och familjen Proteaceae. Inga underarter finns listade i Catalogue of Life.